# Le Bouchon-sur-Saulx
 Le Bouchon-sur-Saulx  là một xã thuộc tỉnh Meuse trong vùng Grand Est đông nam nước Pháp. Xã này nằm ở khu vực có độ cao trung bình 268 mét trên mực nước biển.